# Krzysztof Łoziński
Krzysztof Łoziński (ur. 16 lipca 1948 w Warszawie) – polski pisarz, publicysta, alpinista, mistrz i instruktor wschodnich sztuk walki, działacz opozycji antykomunistycznej w okresie PRL, przewodniczący Komitetu Obrony Demokracji w latach 2017–2019.

## Życiorys
Jego ojciec Jerzy Łoziński był architektem, matka Danuta lekarką. Ukończył w 1967 Liceum Ogólnokształcące im. Tadeusza Czackiego w Warszawie. W latach 1967–1968 studiował na Wydziale Fizyki, a od 1970 Wydziale Matematyki i Mechaniki, w 1976 absolwent Uniwersytetu Warszawskiego. W marcu 1968 za zbieranie podpisów przeciw zakazowi wystawiania Dziadów w Teatrze Narodowym został relegowany ze studiów i powołany do zasadniczej służby wojskowej. W latach 1976–1977 był nauczycielem fizyki w Liceum Zawodowym im. Emiliana Konopczyńskiego w Warszawie. W latach 1980–1982 pracował w jednej z pracowni Teatru Wielkiego w Warszawie.
W 1976 zaczął współpracę z KOR, a po jego rozwiązaniu z KSS KOR. Od września 1980 był przewodniczącym „Solidarności” w Teatrze Wielkim, organizatorem i przewodniczącym Sekcji Branżowej Pracowników Teatrów w Regionie Mazowsze, w 1981 był delegatem na pierwszy Walny Zjazd Delegatów Regionu Mazowsze. Brał udział w przygotowaniach Regionu do zejścia do podziemia. 8 czerwca 1982 został aresztowany, a 20 stycznia 1983 skazany wyrokiem Sądu Rejonowego w Warszawie na 1,5 roku więzienia. W lutym 1983 został zwolniony po rozprawie odwoławczej. Do przełomu w 1989 był nękany przez SB, w tym wielokrotnymi interwencjami powodującymi zwolnienia z pracy, przesłuchaniami, zatrzymaniami i rewizjami.
Pod koniec lat 80. przebywał w Afganistanie, Indiach i Singapurze. Od 1989 był współpracownikiem Amnesty International. W 2004 ze Stefanem Bratkowskim, Andrzejem W. Pawluczukiem i Piotrem Rachtanem założył dwutygodnik internetowy „Kontrateksty”, a następnie był jego redaktorem naczelnym.
Był alpinistą, ma na koncie trzysta przejść solowych, ponad 60 nowych dróg w Tatrach i udział lub kierowanie kilkoma wyprawami w Hindukusz i Himalaje, parę po raz pierwszy zdobytych szczytów i nowych dróg w tych górach. Przez dwadzieścia lat prowadził szkołę walki kung-fu.
Jest autorem i współautorem szeregu publikacji prasowych (m.in. w „Gazecie Wyborczej”, „Rzeczpospolitej”, „Życiu”, „Wprost”, „Newsweeku”) i kilku książek. Szczególny odzew wzbudziły dwa z jego tekstów: pierwszy to krytyka Wiesława Biniendy, która spotkała się z wieloma polemikami, druga to artykuł postulujący powołanie Komitetu Obrony Demokracji, który wywołał ogromny odzew w sieci i w prasie papierowej. 2 grudnia 2015 został jednym z 21 założycieli Stowarzyszenia KOD.
Podczas nadzwyczajnego posiedzenia zarządu głównego KOD, które odbyło się 16–17 stycznia 2017 podjęto uchwałę o powołaniu Krzysztofa Łozińskiego w skład zarządu. Miało to związek z ujawnionymi nieprawidłowościami rozliczeń Mateusza Kijowskiego z KOD-em oraz apelem członków ZG do niego, aby wycofał się w cień. Kijowski odrzucił apel, więc ZG powołał Łozińskiego w skład zarządu, powierzając mu misję uporządkowania spraw stowarzyszenia. Łoziński oświadczył, że będzie kandydował na funkcję przewodniczącego zarządu KOD. 27 maja 2017 został wybrany na tę funkcję, podczas gdy Kijowski wycofał się z kandydowania. 17 grudnia 2018 zawiesił czasowo przewodnictwo w KOD z powodów osobistych (p.o. przewodniczącej została dotychczasowa wiceprzewodnicząca Magdalena Filiks), zaś 13 czerwca 2019 zrezygnował z funkcji przewodniczącego ruchu i stowarzyszenia.
Zamieszkał na Mazurach we wsi Cybulki w gminie Wydminy.

### Kwestia przynależności do Grupy Oporu „Solidarni”
W 2011 Łoziński w artykule „Encyklopedia Solidarności – hasło o mnie”, opublikowanym w prowadzonym przez siebie dwutygodniku „Kontrateksty”, poinformował, że w latach 1982–1989 był członkiem oraz przywódcą warszawskich grup oporu związanych z „Solidarnością”. We wrześniu 2017 informacja została upubliczniona przez posłankę Kamilę Gasiuk-Pihowicz. 8 września 2017 w tej sprawie wypowiedziało się środowisko Grup Oporu „Solidarni”, negując fakt członkostwa Łozińskiego w tej organizacji, zaś Kapituła Odznaki Honorowej Grup Oporu wystosowała oficjalne dementi, skierowane do Szefa Urzędu ds. Kombatantów i Osób Represjonowanych oraz do mediów, mimo iż Łoziński nigdzie nie twierdził, że należał do tej konkretnej organizacji. Sam Krzysztof Łoziński wyjaśnił, że ktoś musiał przekręcić nazwę, ponieważ on w rzeczywistości działał w organizacji o podobnej nazwie Grupy Współpracy „Solidarności”.